# Martin Díaz
Martin Díaz Velázquez (1893, Municipio de Lagos de Moreno - 22 de octubre de 1935, Ibidem) fue un militar mexicano que alcanzó el grado de mayor en el Ejército Cristero. Es conocido por la Batalla de la Mesa Redonda, un enfrentamiento entre las fuerzas cristeras y las tropas del gobierno que tuvo lugar en 1935 en el estado de Jalisco. En esta batalla, lideró una resistencia contra las fuerzas federales, pero fue posteriormente emboscado y asesinado por militares.
Este acontecimiento inspiró la creación de numerosos corridos y leyendas populares en la región de San Juan de los Lagos, en el estado de Jalisco. Convirtiendo su figura en un símbolo de la resistencia cristera y es recordado como un héroe en la memoria colectiva de los habitantes de la zona.

## Primeros años
Nació en un rancho cercano a San Juan de los Lagos, donde trabajó como campesino antes de unirse al Ejército Cristero en 1927 bajo el mando del general Aristeo Pedroza, quien lo ascendió a capitán. En 1929, se amnistió junto con otros cristeros como parte de los arreglos de paz con el gobierno. Decidió volver a levantarse en armas en 1932, en el contexto de la Segunda Guerra Cristera. Fue ascendido a mayor en el mismo año y lideró una guerrilla contra las guarniciones federales en los alrededores de Lagos de Moreno.

## Batalla deLa Mesa Redonda
El 21 de octubre de 1935, las fuerzas federales del 4º Batallón y el 38.º Regimiento de Caballería sitiaron a los cristeros liderados por Díaz en la montaña de la región alteña de México. La geografía montañosa permitió que los cristeros tuvieran cierta ventaja, ya que podían observar con claridad todas las maniobras y el avance de las tropas federales, lo que las hacía un blanco fácil. Por lo tanto, las fuerzas gobernistas organizaron un arriesgado movimiento de pinza con el apoyo de una escuadrilla del segundo Regimiento Aéreo comandado por el capitán segundo Bernardo Hermosillo.
Los aviones empezaron a disparar contra los cristeros, lo que los desorientó y provocó que huyeran en diferentes direcciones. El combate duró aproximadamente quince horas, desde las tres de la tarde hasta las seis y media de la mañana del día siguiente. A pesar de que los generales Célis y Tafoya pidieron apoyo al Secretario de Guerra y Marina, Antonio Guerrero, no fue necesaria su intervención.

### Bajas
Después del combate, las fuerzas federales recuperaron el terreno y encontraron 26 cristeros fallecidos, así como 28 carabinas y fusiles de diferentes calibres, 309 cartuchos y 28 caballos ensillados. Entre los rebeldes fallecidos se encontraban Martín Díaz Velázquez y su segundo al mando, Pánfilo Limón, ambos víctimas de impactos de bala. Por su parte, los soldados federales sufrieron tres bajas, incluyendo un sargento y dos soldados, así como 8 heridos.

## En la cultura popular
Existen diversas versiones en torno a la muerte de Martin Díaz, y se han compuesto distintos corridos que narran estas versiones. La más aceptada es que falleció en la Batalla de La Mesa Redonda en 1935, junto a su segundo al mando, Pánfilo Limón. Sin embargo, hay un corrido de la época llamado "La tragedia de Martin Díaz" que sostiene que fue asesinado por sus enemigos el 12 de septiembre de 1936 durante una fiesta en San Juan de los Lagos, donde fue embriagado. Por otro lado, hay un corrido más pro-cristero llamado "El corrido de Martin Díaz", que relata una victoria cristera en La Mesa Redonda, en la que Díaz logra sobrevivir. Cabe mencionar que la exactitud histórica de los corridos es difícil de verificar, pero estos han sido importantes en la construcción de la memoria histórica y la cultura popular en torno a su figura.